# Villa di Ferrante d'Aragona
La villa di Ferrante d'Aragona (meglio conosciuta come villa La Ferrantina) è un'ex villa di Napoli; era situata sulla costa di Chiaia.
La struttura in oggetto era un grandioso complesso reale di Alfonso II, erede del padre Ferrante d'Aragona. Era immersa nella macchia mediterranea della Riviera di Chiaia (una zona che non si era ancora inurbata alla città); secondo la storiografia, i fabbricati della villa raggiungevano la zona dove oggi è la chiesa di Santa Maria in Portico.
Oggi la struttura è quasi completamente scomparsa: sono sopravvissute soltanto alcune strutture che si trovano all'interno della Palazzina Bivona in via Vittorio Imbriani.